# Новий Комунін
Новий Комунін (пол. Nowy Komunin) — село в Польщі, у гміні Рацьонж Плонського повіту Мазовецького воєводства.
Населення — 146 осіб (2011).
У 1975-1998 роках село належало до Цехановського воєводства.

## Демографія
Демографічна структура станом на 31 березня 2011 року:
|          | Загалом | Допрацездатний вік | Працездатний вік | Постпрацездатний вік |
| -------- | ------- | ------------------ | ---------------- | -------------------- |
| Чоловіки | 78      | 18                 | 55               | 5                    |
| Жінки    | 68      | 12                 | 35               | 21                   |
| Разом    | 146     | 30                 | 90               | 26                   |